# Bahnhof Fukuyama
Der Bahnhof Fukuyama (jap. 福山駅, Fukuyama-eki) befindet sich in Fukuyama in der Präfektur Hiroshima.

## Linien
Fukuyama wird von den folgenden Linien bedient:
- JR San’yō-Shinkansen
- JR Sanyō-Hauptlinie
- JR Fukuen-Linie

## Nutzung
Im Jahr 2004 nutzten im Durchschnitt täglich ca. 42.000 Personen die JR-Linien an diesem Bahnhof.

## Geschichte
Am 11. September 1891 wurde der Bahnhof von der San’yō Tetsudō (山陽鉄道, wörtlich: „San’yō-Eisenbahn“), eröffnet.